# 服部敦
服部 敦（はっとり あつし）は日本のレコーディング・エンジニア。株式会社 MIX(Studio Key-Stone)、Studio Sound DALI を経て1999 年よりフリーランスで活動。

## レコーディング・エンジニアとして関わった主なアーティスト
- 東方神起
- 三代目 J Soul Brothers
- Every Little Thing
- 島谷ひとみ
- Cheeky Parade
- 浜崎あゆみ
- SEAMO
- mihimaru GT
- AZU
- 放課後プリンセス

## サウンドトラック

### ドラマ
- 役者魂!（音楽：森英治／フジテレビ系／2006年）
- 百鬼夜行抄（音楽：森英治／日本テレビ系／2007年）
- 働きマン（音楽：森英治／日本テレビ系／2007年）
- ハリ系（音楽：森英治／日本テレビ系／2007年）
- インディゴの夜（音楽：森英治／フジテレビ系／2010年）
- 天使の代理人（音楽：森英治／フジテレビ系／2010年）
- さくら心中（音楽：森英治／フジテレビ系／2011年）
- 鈴子の恋（音楽：森英治／フジテレビ系／2012年）
- ぼくの夏休み（音楽：森英治／フジテレビ系／2012年）
- 白衣のなみだ（音楽：森英治／フジテレビ系／2013年）
- 天国の恋（音楽：森英治／フジテレビ系／2013年）
- 碧の海〜LONG SUMMER〜（音楽：森英治／フジテレビ系／2014年）
- ほっとけない魔女たち（音楽：森英治・有木竜郎／フジテレビ系／2014年）
- 癒し屋キリコの約束（音楽：森英治／フジテレビ系／2015年）
- ドラマスペシャル 叡古教授の事件簿（音楽：森英治／テレビ朝日系／2016年）
- 中国ドラマ 麻雀 Sparrow（音楽：S.E.N.S. Project／2016年9月 - 10月）
- 中国ドラマ 大唐栄耀 The Glory of Tang Dynasty（音楽：S.E.N.S. Project／2017年1月 - 2月）

### ドキュメンタリー
- 第三極（音楽：森英治・武沢侑昂／中国CCTV／2015年）

### アニメ
- xxxHOLiC（音楽：S.E.N.S. Project／TBS系／2006年）
- xxxHOLiC◆継（音楽：S.E.N.S. Project／TBS系／2008年）
- 絶対やれるギリシャ神話（音楽：森英治／日本テレビ系／2008年）
- 源氏物語千年紀 Genji（音楽：S.E.N.S. Project／フジテレビ系／2009年）
- 空中ブランコ（音楽：森英治／フジテレビ系／2009年）
- 君に届け（音楽：S.E.N.S. Project／日本テレビ系／2009年）
- GIANT KILLING（音楽：森英治／NHK／2010年）
- 君に届け 2ND SEASON（音楽：S.E.N.S. Project／日本テレビ系／2011年）
- 豆富小僧（音楽：S.E.N.S. Project／ワーナー・ブラザース映画／2011年）
- ブラック★ロックシューター（音楽：森英治／フジテレビ系／2012年）
- プピポー!（音楽：森英治／テレビ東京／2013年）
- 超爆裂異次元メンコバトル ギガントシューター つかさ（音楽：森英治／NHK／2014年）
- チェインクロニクル ショートアニメ（音楽：清田愛未・森英治／2014年）
- 俺物語!!（音楽：S.E.N.S. Project／日本テレビ系／2015年）

### 映画
- 子宮の記憶 ここにあなたがいる（音楽：森英治／2007年）
- 第29回香港アカデミー賞音楽賞ノミネート作品昴 -スバル-（森英治／2009年）
- 僕らのワンダフルデイズ（音楽プロデュース：森英治／2009年）
- めざましテレビ「にゃんこ THE MOVIE」シリーズ 5作品（音楽：森英治／2006～2012年）